# Out the road

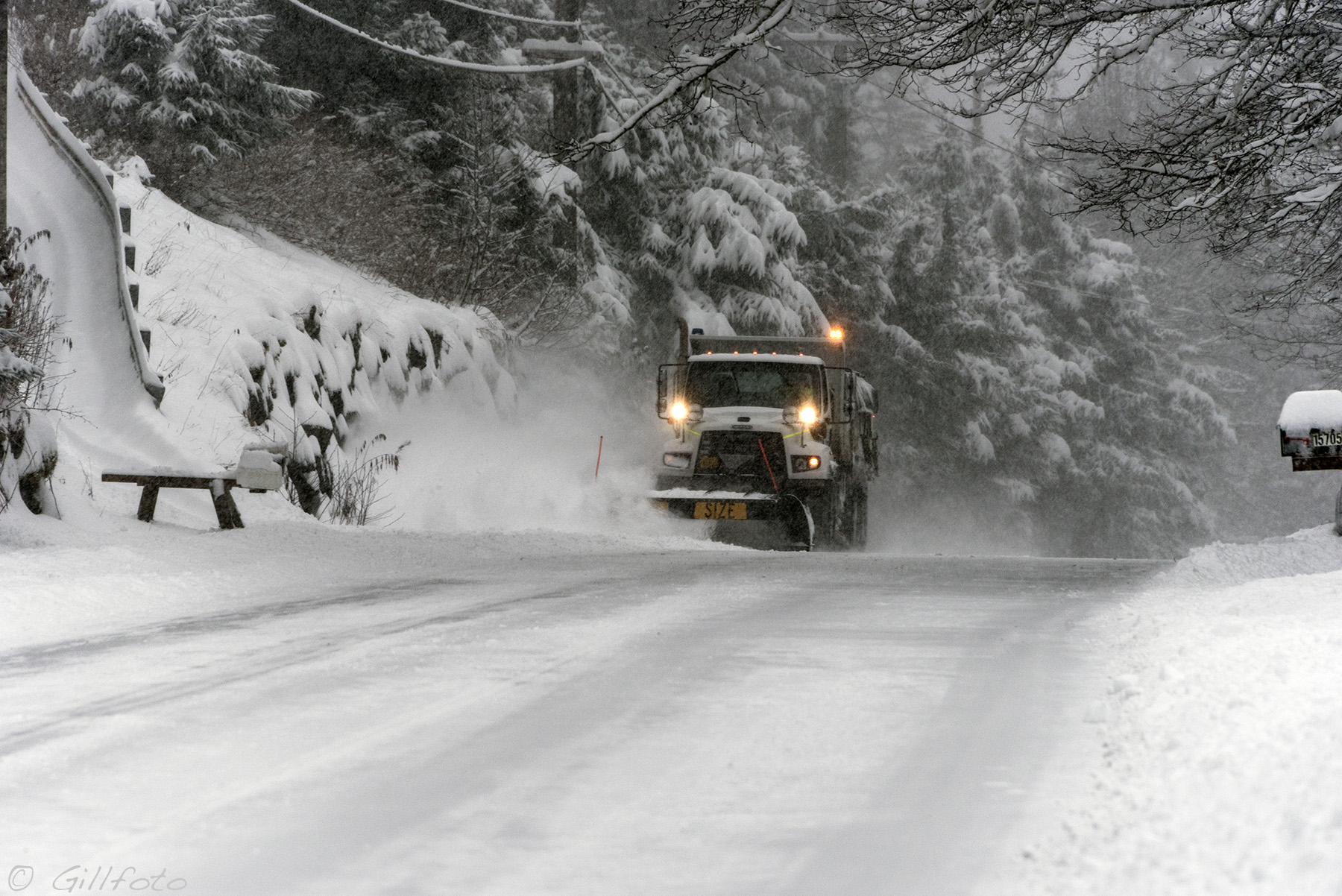
Condiciones de la carretera del clima invernal con CBJ Plow Truck, Juneau, Alaska

Out the road es un término coloquial de la región de la Ciudad y Borough de Juneau, capital del estado de Alaska, extendiéndose desde la Bahía Auke al norte hasta un punto de 45 millas (72 km) desde el centro de Juneau donde  "The Road" (la ruta) termina en Echo Cove, un puerto natural con una rampa para botes, estacionamiento, y varios campamentos. Juneau es accesible solamente por bote o por avión.  Out the road es la superficie de tierra más grande de Juneau, pero muy despoblada; en la primavera de 1998, el Consejo de Desarrollo Económico de Juneau estimó la población en 1,348.
Los residentes de esta región tienen un mejor clima que Juneau, con días más soleados. Sin embargo, llueve por más de la mitad del año.
"The Road" es el nombre referido por los residentes de Juneau, llevando a la confusión del nombre. Hay dos versiones del nombre: La Autopista Old Glacier es el nombre de la carretera, y en un punto fue el nombre de toda la ruta. En Google Maps aparece el nombre de Veterans Memorial Highway y Glacier Highway por toda su ruta.